# こはねちゃん
こはねちゃんは、こもれび企画所属の子役大道芸人である。2010年5月現在5歳。

## 略歴
大道芸人パクパクりゅうじの長女
3歳で大道芸の練習を始め、5歳でステージデビュー。

### 主な出演
- フジテレビ どーもキニナル
- 日テレ　世界まるみえテレビ特捜部　　スクール革命
- TBS はなまるマーケット、あらびき団
- テレビ東京、毎日かあさん　おはスタ
- 東海テレビ、スーパーニュース
- メーテレ、どですか
- 三重テレビ、ガバショ！
- 他多数出演